# Abimana Aryasatya
Abimana Aryasatya (ur. 24 października 1982 w Dżakarcie) – indonezyjski aktor.

## Życiorys
Swoją karierę rozpoczął w 1995 roku. Początkowo występował w sinetronach – indonezyjskich telenowelach.
W 2011 roku wystąpił w filmie Catatan (Harian) Si Boy. W 2012 r. zagrał główne role w filmach Republik Twitter, Dilema i Keumala.